# Oceano Foot-Ball Club
Oceano Foot-Ball Club foi uma agremiação esportiva da cidade do Rio de Janeiro, que tinha o seu campo sediado na Rua Dias Ferreira, s/n, no bairro do Leblon.

## História
Foi fundado em 31 de dezembro de 1921 e suas cores eram o azul e o branco, sendo chamado de "alviceleste", e que o Meridional Football Club, também fundado no ano de 1921, igualmente jogava em seu campo.
Em 1925 o Oceano foi apontado em crônica sobre o carnaval no jornal O Paiz de 22 de fevereiro, citando um bloco carnavalesco com o seu nome.
Nunca tendo chegado a disputar o Campeonato Carioca de Futebol, pelo menos na sua primeira divisão, o Oceano Football Club disputou o Torneio Aberto de Futebol do Rio de Janeiro nos anos de 1936 e 1937.